# 刘显 (后赵)
刘显（？—352年），五胡十六国时期后赵将领，后称帝于襄国，称帝次年被冉闵所杀。
351年，后赵王石祗派他的将领刘显率领七万兵众攻打邺城，驻扎在距离邺城二十三里的明光宫，冉魏皇帝冉闵率领全部兵众出战，大破刘显的军队，追到阳平，斩杀三万多人。刘显害怕，秘密派人向冉闵请求投降，请求杀掉石祗表示效忠，冉闵这才带领兵众撤回。刘显杀掉了后赵王石祗和丞相乐安王石炳、太宰赵庶等十多人，将石祗首级传到邺城。冉闵在邺城大道上焚烧了石祗的首级，授予刘显上大将军、大单于、冀州牧。七月，刘显再次率兵攻打邺城，被冉闵击败。刘显返回襄国称帝。352年刘显进攻常山，冉闵留大将军蒋干辅佐太子冉智守卫邺城，亲率八千骑兵救援。刘显的大司马清河郡人王宁献出枣强县投降了魏国。冉闵击败刘显，到襄国，刘显的大将军曹伏驹打开城门迎接冉闵，冉闵杀掉了刘显和公卿以下的官吏一百多人，焚烧了襄国宫室，将襄国的百姓迁到邺城。后赵的汝阴王石琨带着妻妾到东晋投降，在建康街头被斩杀。

## 传記資料
- 《资治通鉴》晋纪